# Віцепрем'єр-міністр Нідерландів
Віцепрем'єр-міністр Нідерландів (нід. Viceminister-president van Nederland) — офіційний заступник глави уряду Нідерландів. У разі відсутності прем'єр-міністра Нідерландів віцепрем'єр-міністр бере на себе його повноваження, такі як головування в кабінеті міністрів Нідерландів і Раді міністрів Нідерландів. Традиційно всі молодші партнери в коаліції отримують по одному віцепрем'єр-міністру, які ранжуються відповідно до розміру відповідних партій. Чинними віцепрем'єрами є Сіґрід Кааґ від Демократів 66, яка обіймає посаду міністра фінансів, Вопке Гукстра від Християнсько-демократичного заклику, який обіймає посаду міністра закордонних справ, і Карола Шоутен від Християнського союзу, яка обіймає посаду міністра соціального забезпечення та громадської активності.